# Chrysocetus
Chrysocetus (лат.) — род вымерших древних китов (Archaeoceti) из позднего эоцена. Окаменелости обнаружены в Южной Каролине (США) и в Западной Сахаре.

## Этимология
Название происходит от др.-греч. chrysous («золото») и др.-греч. ketos («кит») в качестве отсылки на богатый золотистый цвет костей типового вида Chrysocetus healyorum.

## Описание
Chrysocetus обладает чертами, которые встречаются у представителей подсемейства Dorudontinae, в частности короткий позвоночник, отличающийся от удлинённого позвоночника других базилозаврид. Кит похож на зигоризу (Zygorhiza) за тем исключением, что у него отсутствуют зубчики на поясной извилине верхних премоляров, характерные для зигоризы. Премоляры Chrysocetus имеют более гладкую эмаль, чем у других Dorudontinae и более изящные, чем у дорудона.

## Виды
Типовой вид Chrysocetus healyorum описан по единственному образцу почти взрослого животного из среднего или позднего эоцена округа Оринджберг в Южной Каролине, США (33°18′ с. ш. 80°24′ з. д., палеокоординаты 33°18′ с. ш. 72°30′ з. д.). Голотип — (SCSM) 87.195 — состоит из частичного черепа с нижней челюстью, десяти зубов, семи шейных, одиннадцати грудных и трёх поясничных позвонков, рёбер и грудины, фрагментов левой передней конечности и фрагментов таза.
Второй вид — Chrysocetus fouadassii — был открыт в 2015 году в более древних бартонских отложениях в необитаемом районе Гуеран в Западной Сахаре (25°06′ с. ш. 13°54′ з. д., палеокоординаты 22°24′ с. ш. 17°12′ з. д.). Видовое название дано в честь коллекционера Фуадасси, который руководил палеонтологической экспедицией в этом регионе в 2014 году. Известен по фрагментарным образцам четырёх особей. C. fouadassii обладал зубами и позвонками, схожими с таковыми у C. healyorum, но отличался от него сохранением шейных позвонков со значительно более длинными центрами и более длинной плечевой костью: 22,5 см без проксимального эпифиза. У C. healyorum эта же часть составляет 15,6 см.

## Палеоэкология
C. fouadassii делили воды континентальной отмели с другими древними китами — Platyosphys, Eocetus, Pappocetus и неопределёнными китообразными из семейства Protocetidae. В тех же отложениях найдены кости рыб и зубы акул.